# ティメア・バシンスキー
ティメア・バシンスキー（Timea Bacsinszky, 1989年6月8日 - ）は、スイス・ローザンヌ出身の女子プロテニス選手。2015年と2017年の全仏オープン女子シングルスでベスト4に入った選手である。WTAツアーでシングルス4勝、ダブルス5勝を挙げた。身長170cm、体重62kg。右利き、バックハンド・ストロークは両手打ち。WTAランキング最高位はシングルス9位、ダブルス36位。

## 来歴
3歳からテニスを始め、2004年にプロに転向。
4大大会では2007年全仏オープンで予選を勝ち上がり初出場し、2回戦でフランチェスカ・スキアボーネに 3-6, 6–7(5) で敗れた。
2008年2月のアントワープ大会でツアー初のベスト4に進出した。準決勝では当時世界1位のジュスティーヌ・エナンに 6-2, 3-6, 3-6 で敗れたが第1セットを奪う健闘を見せた。8月の北京五輪に出場し1回戦でビーナス・ウィリアムズに 3-6, 2-6 で敗れた。全米オープンではディナラ・サフィナとの3回戦まで進出した。
2009年10月のBGLルクセンブルク・オープンでツアー初の決勝に進出した。決勝ではザビーネ・リシキを 6–2, 7–5 で破りツアー初優勝を果たした。2010年はタチアナ・ガルビンと組んだダブルスで3勝を挙げた。
しかし左足首の故障などに苦しみ手術を受け2011年3月から1年間ツアーから遠ざかった。低迷が続いていたが、2014年後半から復活の兆しを見せ9月の武漢大会では準々決勝で当時4位のマリア・シャラポワを 7–6(3), 7–5 で破りベスト4に進出した。
2015年1月の深圳オープンで4年半ぶりに決勝に進出した。シモナ・ハレプに 2–6, 2–6 で敗れた。全豪オープンでは3回戦に進出した。その後アビエルト・メキシコ・テルセルとモンテレイ・オープンで2週連続優勝を果たした。
2015年全仏オープンでは第23シードから4回戦で第4シードのペトラ・クビトバを 2-6, 6-0, 6-3 、準々決勝ではノーシードのアリソン・バン・アイトバンクを 6-4, 7-5 で破りベスト4に進出した。準決勝では第1シードのセリーナ・ウィリアムズに6-4, 3-6, 0-6 で敗れた。
2015年10月12日付のランキングでは10位を記録しトップ10入りを果たし、WTAアワードの最も上達した選手賞（Most Improved Player of the Year）を受賞している。
2016年8月のリオ五輪で2大会ぶりのオリンピックに出場した。シングルスでは初戦で張帥に 7-6(4), 4-6, 6-7(7) で敗れたが、マルチナ・ヒンギスと組んだダブルスで決勝に進出した。ロシアのエカテリーナ・マカロワ&エレーナ・ベスニナ組に 4-6, 4-6 で敗れ銀メダルを獲得した。
2017年全仏オープンでは2年ぶりにベスト4に進出した。準決勝では優勝したエレナ・オスタペンコに 6-7, 6-3, 3-6 で敗れた。
バシンスキーは2019年9月の韓国オープンが最後の出場になり、2021年7月現役引退を発表した。

## WTAツアー決勝進出結果

### シングルス: 7回 (4勝3敗)
| 大会グレード                  |
| ----------------------------- |
| グランドスラム (0–0)          |
| オリンピック (0-0)            |
| WTAファイナルズ (0–0)         |
| プレミア・マンダトリー (0–1)  |
| プレミア5 (0-0)               |
| WTAエリート・トロフィー (0-0) |
| プレミア (0–0)                |
| インターナショナル (4–2)      |

| 結果   | No. | 決勝日         | 大会               | サーフェス    | 対戦相手               | スコア        |
| ------ | --- | -------------- | ------------------ | ------------- | ---------------------- | ------------- |
| 優勝   | 1.  | 2009年10月25日 | ルクセンブルク     | ハード (室内) | ザビーネ・リシキ       | 6–2, 7–5      |
| 準優勝 | 1.  | 2010年7月25日  | バートガシュタイン | クレー        | ユリア・ゲルゲス       | 1–6, 4–6      |
| 準優勝 | 2.  | 2015年1月10日  | 深圳               | ハード        | シモナ・ハレプ         | 2–6, 2–6      |
| 優勝   | 2.  | 2015年2月28日  | アカプルコ         | ハード        | キャロリン・ガルシア   | 6–3, 6–0      |
| 優勝   | 3.  | 2015年3月8日   | モンテレイ         | ハード        | キャロリン・ガルシア   | 4–6, 6–2, 6–4 |
| 準優勝 | 3.  | 2015年10月11日 | 北京               | ハード        | ガルビネ・ムグルサ     | 5–7, 4–6      |
| 優勝   | 4.  | 2016年4月30日  | ラバト             | クレー        | マリーナ・エラコビッチ | 6–2, 6–1      |

### ダブルス: 10回 (5勝5敗)
| 結果   | No. | 決勝日         | 大会                 | サーフェス    | パートナー             | 対戦相手                                          | スコア              |
| ------ | --- | -------------- | -------------------- | ------------- | ---------------------- | ------------------------------------------------- | ------------------- |
| 準優勝 | 1.  | 2010年4月17日  | バルセロナ           | クレー        | タチアナ・ガルビン     | サラ・エラニ ロベルタ・ビンチ                     | 1–6, 6–2, [2–10]    |
| 優勝   | 1.  | 2010年7月11日  | ブダペスト           | クレー        | タチアナ・ガルビン     | ソラナ・チルステア アナベル・メディナ・ガリゲス   | 6–3, 6–3            |
| 優勝   | 2.  | 2010年7月18日  | プラハ               | クレー        | タチアナ・ガルビン     | モニカ・ニクレスク アグネシュ・サバイ             | 7–5, 7–6(4)         |
| 準優勝 | 2.  | 2010年7月25日  | バートガシュタイン   | クレー        | タチアナ・ガルビン     | ルーシー・ハラデツカ アナベル・メディナ・ガリゲス | 7–6(2), 1–6, [5–10] |
| 優勝   | 3.  | 2010年10月24日 | ルクセンブルク       | ハード (室内) | タチアナ・ガルビン     | イベタ・ベネソバ バルボラ・ザフラボバ・ストリコバ | 6–4, 6–4            |
| 優勝   | 4.  | 2014年10月19日 | ルクセンブルク       | ハード (室内) | クリスティナ・バロイス | ルーシー・ハラデツカ バルボラ・クレイチコバ       | 6–4, 6–4            |
| 準優勝 | 3.  | 2016年5月15日  | リオデジャネイロ五輪 | ハード        | マルチナ・ヒンギス     | エカテリーナ・マカロワ エレーナ・ベスニナ         | 4-6, 4-6            |
| 準優勝 | 4.  | 2017年4月16日  | ビール/ビエンヌ      | ハード (室内) | マルチナ・ヒンギス     | 謝淑薇 モニカ・ニクレスク                         | 7–5, 3–6, [7–10]    |
| 優勝   | 5.  | 2018年2月4日   | サンクトペテルブルク | ハード (室内) | ベラ・ズボナレワ       | アーラ・クドゥリャフツェワ カタリナ・スレボトニク | 2–6, 6–1, [10–3]    |
| 準優勝 | 5.  | 2018年7月22日  | グシュタード         | クレー        | ララ・アルアバレナ     | アレクサ・グアラチ ディサイラエ・クロークザイク   | 6–4, 4–6, [6–10]    |

## 4大大会シングルス成績
略語の説明
| W | F | SF | QF | #R | RR | Q# | LQ | A | Z# | PO | G | S | B | NMS | P | NH |

W=優勝, F=準優勝, SF=ベスト4, QF=ベスト8, #R=#回戦敗退, RR=ラウンドロビン敗退, Q#=予選#回戦敗退, LQ=予選敗退, A=大会不参加, Z#=デビスカップ/BJKカップ地域ゾーン, PO=デビスカップ/BJKカッププレーオフ, G=オリンピック金メダル, S=オリンピック銀メダル, B=オリンピック銅メダル, NMS=マスターズシリーズから降格, P=開催延期, NH=開催なし.
| 大会           | 2005 | 2006 | 2007 | 2008 | 2009 | 2010 | 2011 | 2012 | 2013 | 2014 | 2015 | 2016 | 2017 | 2018 | 2019 | 通算成績 |
| -------------- | ---- | ---- | ---- | ---- | ---- | ---- | ---- | ---- | ---- | ---- | ---- | ---- | ---- | ---- | ---- | -------- |
| 全豪オープン   | LQ   | A    | LQ   | 2R   | A    | 1R   | 1R   | A    | A    | A    | 3R   | 2R   | 3R   | A    | 3R   | 8–7      |
| 全仏オープン   | A    | A    | 2R   | 2R   | 2R   | 2R   | A    | A    | LQ   | 2R   | SF   | QF   | SF   | A    | LQ   | 19–8     |
| ウィンブルドン | A    | A    | 1R   | 2R   | 2R   | 1R   | A    | A    | LQ   | 2R   | QF   | 3R   | 3R   | A    | 1R   | 12–9     |
| 全米オープン   | A    | A    | 1R   | 3R   | 2R   | 1R   | A    | 1R   | A    | 2R   | 1R   | 2R   | A    | 1R   | 1R   | 5–10     |